# Города Люксембурга

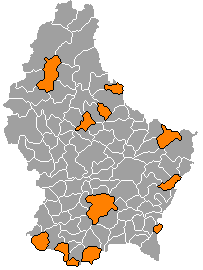
Территории городов закрашены оранжевым, остальных коммун — серым цветом

В Люксембурге 12 коммун имеют городской статус.
| Герб | Название                                      | Кантон         | Площадь (км²) | Население (на 2005 год) | Изображение |
| ---- | --------------------------------------------- | -------------- | ------------- | ----------------------- | ----------- |
|      | Вианден Vianden Veianen                       | Вианден        | 9,67          | 1561                    |             |
|      | Вильц Wiltz Wolz                              | Вильц          | 19,37         | 4587                    |             |
|      | Гревенмахер Grevenmacher Gréiwemaacher        | Гревенмахер    | 16,48         | 3966                    |             |
|      | Дикирх Diekirch Dikrech                       | Дикирх         | 12,42         | 6165                    |             |
|      | Дифферданж Differdange Déifferdeng            | Эш-сюр-Альзетт | 22,18         | 19 005                  |             |
|      | Дюделанж Dudelange Diddeleng                  | Эш-сюр-Альзетт | 21,38         | 17 618                  |             |
|      | Люксембург Luxembourg Lëtzebuerg              | Люксембург     | 51,46         | 76 420                  |             |
|      | Ремих Remich Réimech                          | Ремих          | 5,29          | 2986                    |             |
|      | Рюмеланж Rumelange Rëmeleng                   | Эш-сюр-Альзетт | 6,83          | 4495                    |             |
|      | Эттельбрюк Ettelbruck Ettelbréck              | Дикирх         | 15,18         | 7364                    |             |
|      | Эхтернах Echternach Iechternach               | Эхтернах       | 20,49         | 4507                    |             |
|      | Эш-сюр-Альзетт Esch-sur-Alzette Esch-Uelzecht | Эш-сюр-Альзетт | 14,35         | 28 000                  |             |

Общая карта
Легенда карты:
- Столица, более 50 000 жителей
- от 20 000 до 50 000 жителей
- от 10 000 до 20 000 жителей
- от 5 000 до 10 000 жителей
- от 1 000 до 5 000 жителей